# 動くな、死ね、甦れ!
『動くな、死ね、甦れ!』（うごくな、しね、よみがえれ! , ロシア語: Замри, умри, воскресни!）は1989年にソビエト連邦で制作された映画作品。ヴィターリー・カネフスキー監督の実質的な第一作にあたる。第43回カンヌ国際映画祭カメラ・ドールを受賞。

## ストーリー
第二次大戦直後のロシア。収容所地帯と化した小さな炭鉱町に生きる少年ワレルカと少女ガリーヤは共に12歳。スケートの盗難事件、学校のトイレにばら撒いたイースト菌事件、機関車の転覆など、ワレルカの引き起こす無垢な、しかしやってはならない悪戯は、母親への反発と相まって次第にエスカレートしていく。 そんな彼の前に、守護天使のように現れては危機を救ってくれるガリーヤ。二人に芽生えた淡い想いは次第に呼応していくが、やがて運命はとんでもない方向へ転じていくのだった。

## キャスト
- パーヴェル・ナザーロフ：ワレルカ
- ディナーラ・ドルカーロワ：ガリーヤ